# Ivybridge
Ivybridge (prononcée /ˈaɪvibrɪdʒ/) est une petite ville et paroisse civile située dans les South Hams, au Devon, Angleterre, environ 14 km à l'est de Plymouth. Elle se situe à l'extrémité sud du parc national du Dartmoor, le long de la « Devon Expressway » (A38). C'est une ville-dortoir de la banlieue de Plymouth, avec une population de plus de 12 000 résidents.
Mentionnée dans des documents du XIIIe siècle, l'histoire d'Ivybridge est marquée par son statut comme un important pont sur le fleuve Erme sur la route Exeter à Plymouth. Au XVIe siècle, des moulins y ont été construits en utilisant la puissance de la rivière Erme. La paroisse de Saint John a été formée en 1835. Ivybridge est devenue une paroisse en 1894 et une ville en 1977.
Le début de l'urbanisation et le développement d'Ivybridge ont coïncidé avec la révolution industrielle. Quand la South Devon Railway Company a construit son parcours de train à travers Ivybridge au XIXe siècle, une usine de papier a été construite à côté, entraînant la construction de quelques habitations à proximité. Malgré sa dépendance à l'égard de l'industrie papetière, la ville dispose encore de nombreux emplois et d'avantages économiques. La zone entourant Ivybridge est en effet presque totalement constituée de surfaces agricoles, liées aux multiples moulins datant de plusieurs siècles. Chacun d'eux est titulaire d'un agriculteur de marché chaque mois.
Lorsque l'industrie lourde a régressé au cours de la seconde moitié du XXe siècle, la population a connu un développement spectaculaire (400 % en 30 ans) et s'est développée comme une ville-dortoir, du fait de sa position entre Plymouth, Exeter et Torbay. Elle est passée ainsi de 1 574 personnes en 1921 à 12 056 en 2001.

## Histoire

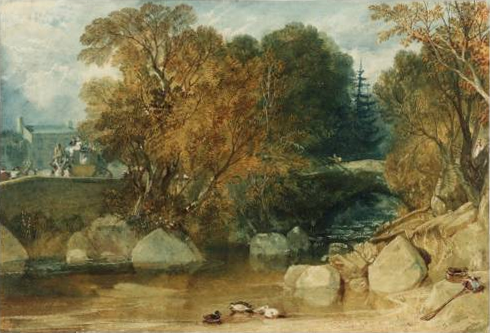
L'Ivy Bridge peint par JMW Turner en 1813. Le pont a été l'objet d'une aquarelle intitulée simplement « Ivy Bridge ».

Ivybridge tire son nom d'un petit pont (en anglais bridge) du XIIIe siècle sur lequel poussait du lierre (ivy) et qui était le seul moyen de traverser le fleuve jusqu'en 1819. La ville qui s'était créée autour de ce pont avait été nommée Parish of Ivybridge en 1894.
La plus ancienne implantation connue à Ivybridge était le manoir de Stowford dans le Domesday Book en 1086, mais la première mention d'Ivybridge date de 1280. Elle est alors décrite comme une « dot de terre sur la rive ouest de la rivière Erme, près du pont Ivy Bridge ». À partir du XVIe siècle des moulins ont été construits dans la ville, exploitant la puissance de la rivière. Des documents attestent la présence à cette époque d'un moulin à maïs et un moulin d'étamage. L'un de ces moulins, Glanville's Mill (le moulin à maïs) a donné son nom à un centre commercial édifié depuis sur son emplacement. En 1819, l'Ivy Bridge a perdu sa position d'unique moyen de traversée de la rivière quand un nouveau pont (New Bridge) a été construit pour relier Fore Street et Exeter Road.
En 1977, Ivybridge est devenue une ville et a connu une période de croissance rapide à la fin du XXe siècle, en raison de l'échangeur autoroutier de l'A38. Entre les recensements de 1981 et 2001, la population a plus que doublé (de 5 106 à 12 056 habitants).

## Gouvernance
| Cornwood  | Harford   | Bittaford |
| Lee Mill  | Ivybridge | Ugborough |
| Yealmpton | Ermington | Modbury   |

La ville est représentée par plusieurs instances élues. Au plus bas niveau, l'Ivybridge Town Council a pour rôle statutaire de communiquer l'opinion locale au gouvernement local et central. Ensuite, le conseil de district (South Hams District conseil) s'occupe de questions telles que la planification locale et le code du bâtiment, les routes locales, le conseil de logement, l'hygiène de l'environnement, des marchés et des foires, la collecte des ordures et le recyclage, les cimetières et les crematoriums, les services de loisirs, des parcs et du tourisme. Au-dessus, se trouve le Devon County Council, qui s'occupe de l'éducation, les services sociaux, les bibliothèques, les routes principales, le transport en commun, les services de police et d'incendie, des règles commerciales, l'élimination des déchets et la planification stratégique. Enfin, le Parlement du Royaume-Uni est responsable de la gestion décentralisée dans l'éducation, la santé et la justice. 
Ivybridge est à la fois une ville et une paroisse, divisée en trois quartiers : Ivybridge Filham (à l'est de la ville), Ivybridge Central (la zone centrale de la ville) et Ivybridge Woodlands (à l'ouest de la ville). L'actuel maire est le conseiller Alan Wright, qui a été nommé en 2007. En 2007, l'Ivybridge Town Council a été nommé « conseil de l'année » par l'Aon/NALC (National Association of Local Councils). Son hôtel de ville est situé à proximité du centre de la ville. Le précédent hôtel de ville, Chapel Place, est situé dans le centre de la ville près du pont Ivy Bridge.
Avant 1894, Ivybridge était composé de quatre paroisses voisines : Harford (3,2 km au nord), Ugborough (3,5 km à l'est), Ermington (3 km au sud) et Cornwood (4,6 km au nord-ouest). Tous les frontières des paroisses se rejoignaient au pont. En 1894, la paroisse de St John's est devenue une église paroissiale de la nouvelle paroisse d’Ivybridge. Le village est devenu une ville en 1977. Son gouvernement local du district est South Hams depuis le 1er avril 1974 et sa circonscription est South West Devon depuis 1997.
La ville fait partie de la circonscription du comté de South West Devon. Son parlementaire, Gary Streeter, du Parti conservateur, qui détient 44,8 % des voix. Les trois quartiers de la ville sont utilisés pour chaque vote lors des élections locales et les élections générales.

### Jumelages
| Drapeau                | Pays       | Ville                  | Région / État               | Date |
| Drapeau de la France   | France     | Saint-Pierre-sur-Dives | Basse-Normandie             | 1972 |
| Drapeau de l'Allemagne | Allemagne  | Beverungen             | Rhénanie-du-Nord-Westphalie | 1975 |
| Drapeau des États-Unis | États-Unis | Bedford                | Virginie                    | 2004 |
| ---------------------- | ---------- | ---------------------- | --------------------------- | ---- |

## Géographie

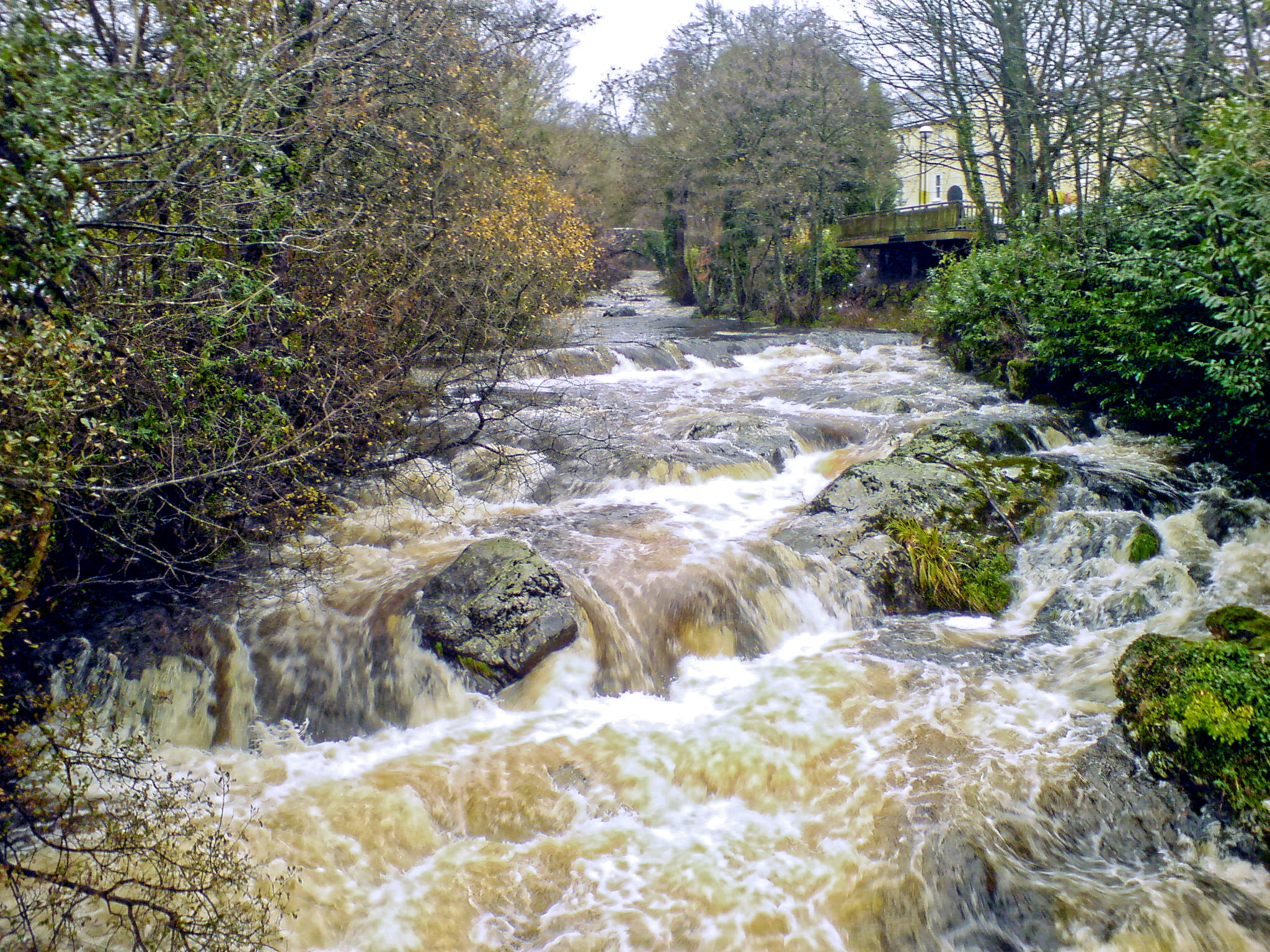
River Erme à Ivybridge

Au point de coordonnées 50° 23′ 28″ N, 3° 55′ 12″ O, Ivybridge est située au cœur de la péninsule sud-ouest de l'Angleterre, à une distance de 294 km de Londres, la capitale du pays, à 17 km de Totnes, sa capitale de district et à 46 km d'Exeter, sa capitale de comté. La route principale à l'intérieur et hors de la ville (l'A38) permet un accès rapide à sa ville voisine Plymouth pour un grand nombre des navetteurs d’Ivybridge.
La topographie d’Ivybridge est essentiellement constituée de collines, du fait de la rivière Erme qui passe juste à travers le centre de la ville. À l'est et à l'ouest du fleuve, la terre est surélevée formant une vallée. La rivière entre dans la ville à 90 mètres d'altitude et quitte la ville à 40 mètres. À son apogée, le haut de l'est et l'ouest de la vallée sont à 80 mètres d'altitude. Le Western Beacon est une colline qui surplombe la ville, à une altitude de 328 mètres et entre 248 et 278 mètres au-dessus de la ville. Il y a aussi une zone de forêt appelée Longtimber woods au nord de la ville, qui attire de nombreux promeneurs le long de son chemin au bord de la rivière.
La géologie d'Ivybridge peut être variée. La majeure partie de la ville est construite sur la roche de grès rouge vieux (sédimentaire) de la période du Dévonien. Au nord de la ville du granit peut être trouvé sur les pentes de Dartmoor. Le long de la rivière Erme de grosses pierres et de rochers peuvent être trouvés déposés sur son chemin serpentant portés toute la longueur de Dartmoor.
La surface construite à l'intérieur et autour d'Ivybridge est principalement typique des plans de banlieue même si dans le centre on retrouve une structure caractéristique du XIXe siècle et du début du XXe siècle. En centre ville, la plupart des bâtiments sont mitoyens et maintenant beaucoup de ces bâtiments ont été transformés en commerces le long de Fore Street, la ville du quartier central des affaires. Dans la couche intermédiaire de la ville la plupart des bâtiments sont semi-mitoyens et bâtis sur des routes assez raides. Plus de maisons individuelles se trouvent sur les couches extérieures de la ville à l'est et à l'ouest de la ville. L'agencement de la ville a été façonné essentiellement par deux infrastructures : la ligne de chemin de fer au nord et l'A38 à double chaussée vers le sud. Aucun logement à grande échelle n'a été construit de part et d'autre de ces frontières. De ce fait, Ivybridge a été contrainte de s'étendre vers l'est et l'ouest plutôt qu'au nord ou au sud. Elle mesure ainsi environ 2 650 mètres d'est en ouest et 1 250 mètres du nord au sud.

## Personnalités liées
- Luke Summerfield (1987-), footballeur anglais, y est né.